# Piper stevensii
Piper stevensii är en pepparväxtart som beskrevs av William Trelease. Piper stevensii ingår i släktet Piper och familjen pepparväxter. Inga underarter finns listade i Catalogue of Life.